# 城島茂のどっち派?!
『城島茂のどっち派?!』（じょうしましげるのどっちは）とは、2005年4月8日から2010年4月2日まで、TBSラジオで毎週金曜日深夜（土曜日未明）に放送されていた、TOKIOのリーダー・城島茂がパーソナリティのラジオ番組。
2008年10月より、「JUNK ZERO」枠（後述参照）の金曜版として『JUNK ZERO Friday Special 城島茂のどっち派?!』（ジャンク・ゼロ・フライデー・スペシャル じょうしましげるのどっちは）のタイトルで放送されていた。
2010年3月5日放送分において、同年4月2日放送分をもって終了することを発表。4月2日の通算261回をもって番組を終了。1992年4月開始の『TOKIO CLUB』よりTBSラジオで18年間続いた城島茂パーソナリティの番組、2002年4月より8年にわたり続いた「JUNK」を冠する1時間の放送枠（JUNK→B-JUNK→JUNK2→JUNK ZERO）としても終了した。

## 番組内容
毎週1つのテーマに関する2つの意見についてゲストを交えて話し合い、リスナーの多数決で雌雄を決するという番組である。
2008年9月26日の放送までは、生放送中にリスナーからの意見を募集するのはもちろんのこと、番組の公式ウェブサイトにエントリーした利用者には参加の都度ポイントが与えられ、規定のポイントに達した場合に番組が用意した景品と交換できるシステムがあった。2008年10月に生放送から録音放送へ移行したことに伴い事前に意見を募集するようになり、ポイントシステムは廃止された。また、公式ウェブサイトも10月1日よりブログ形式に移行した。公式サイトがブログ化されたのは、JUNK放送枠の番組としては初めてのことである。
時期によっては5分程度のミニコーナーを挿入することがあり、2008年7月以降は、番組のエンディングに城島茂の執筆による酒をテーマとしたショートストーリー企画「BACK BAR」を放送した。豊田綾乃アナウンサーがアシスタントを務めていたころには、「お叱りBar綾乃」や、給湯室での立ち話という設定で同僚の女性アナウンサー1人をゲストに呼んで仕事やプライベートについて語り合う「女子アナ給湯室」などのコーナーが存在した。

## 放送時間
- TBSラジオ・CBCラジオ
  - 毎週金曜日 24:00 - 25:00 （深夜〔土曜日未明〕0:00 - 1:00）（JST）
- その他JRNネット局（MBSラジオ他）
  - 毎週金曜日 27:00 - 28:00 （深夜〔土曜日未明〕3:00 - 4:00）（JST）

JUNK ZEROも参照。

## 出演者
- パーソナリティ：城島茂
- アシスタント
  - 2005年4月8日 - 2007年7月6日：豊田綾乃（TBSアナウンサー） - 出産準備のため降板。
  - 2007年7月20日、8月3日 - 2010年4月2日：藤森祥平（TBSアナウンサー）
  - 代打アシスタント
    - 2007年7月13日：優木まおみ
    - 2007年7月27日ほか：久保田智子（TBSアナウンサー）
    - 2008年8月15日、8月22日、10月17日：赤荻歩（TBSアナウンサー）
    - 2008年8月8日、2009年3月27日：井上貴博（TBSアナウンサー）

2007年以降の放送では、ゲストに山田五郎や本谷有希子がよく登場している。山田をはじめとする常連ゲストは「どっち派ファミリー」として扱われた。

## エピソード
- 初回の放送には極楽とんぼ（後続の番組「極楽とんぼの吠え魂」のパーソナリティで、MBSラジオ「オレたちやってま〜す」で共演していた）が乱入し、意見を述べた。
- 2005年6月にはフジテレビ『メントレG』のエンディングテーマの特集で、「音楽を聴くなら、歌詞派?メロディー派?」にて城島茂作詞作曲の楽曲「僕の恋愛事情と台所事情」が流れ、メントレGの視聴者投票に影響を与える。そして同曲は2005年10月からのエンディングテーマに採用された。
- 2009年8月21日放送分は、スペシャルウィークのため、同じTOKIOメンバーの松岡昌宏がゲスト出演。TOKIO CLUBの復活版として放送され、TOKIO CLUBの思い出を語り合った。また、TOKIO CLUB当時のジングルが使用された。

## ネット局
2008年4月4日から東北放送ラジオにネット開始（月曜〜木曜の『夜な夜なニュースいぢり X-Radio バツラジ』とともにネット）。
2008年10月3日からJUNK ZERO枠に組み込まれ、全国JRN系列25局ネット番組となった（キー局のTBSラジオ以外は、東北放送も含め3時間の遅れネットとなった）。
2009年4月10日（11日未明）からは、MBSラジオでネット開始される一方、新潟放送・信越放送がJUNK ZERO枠のネットを打ち切ったため、24局ネットとなる。また、CBCラジオはTBSラジオと同時ネットとなる（JUNK ZERO枠全体が同時ネットに）。
2009年秋からは信越放送へのネットを再開。最終的には25局ネットで最終回を迎えた。